# Gunnel Linde
Gunnel Linde (Stoccolma, 14 ottobre 1924 – 12 giugno 2014) è stata una scrittrice e giornalista svedese.
Nella sua carriera ha scritto oltre 40 libri e romanzi per bambini, tra i quali La pietra bianca dal quale è stata tratta l'omonima serie televisiva.
Nel 1971 fu fra i fondatori di BRIS (Barnens Rätt I Samhället - i diritti dei bambini nella società) un'associazione per la promozione dei diritti dell'infanzia. 
Nel 1965 le è stato conferita la Targa Nils-Holgersson, un premio letterario svedese per la letteratura per bambini e nel 1978 è stata premiata con il premio Astrid Lindgren.